# Michael Glykas
Michael Glykas oder Glycas (griech. Μιχαὴλ Γλυκᾶς; * im 12. Jahrhundert auf Korfu; † um 1204) war ein byzantinischer Historiker, Theologe, Mathematiker, Astronom und Poet. Er stammt vermutlich aus Korfu und lebte in Konstantinopel.
Sein Hauptwerk ist eine Weltchronik (Βἱβλος χρονικἡ), die von Adam bis zum Tode Alexios I. 1118 reicht. Es ist sehr kurz und im populärwissenschaftlichen Stil geschrieben, wobei theologische und wissenschaftliche Themen viel Platz einnehmen, wofür er vor allem den Physiologus benutzte. Historiographische Vorlagen für Glykas waren die Chroniken von Georgios Monachos, Skylitzes, Zonaras und Konstantin Manasses. 1572 erschien eine von Leunclavius besorgte lateinische Übersetzung auf der Grundlage von Handschriften, da es noch keinen gedruckten griechischen Text gab. Glykas war außerdem der Autor einer theologischen Abhandlung und einer Anzahl von Briefen zu theologischen Fragen.
Ein Gedicht mit 15-silbigen Versen, das er 1158/1159, während er wegen der Verleumdung eines Nachbarn in Haft war, als Gnadengesuch an Manuel I. geschrieben hat, ist außergewöhnlich und gilt als das erste datierbare Werk der modernen griechischen Literatur, weil es mehrere umgangssprachliche Sprichwörter enthält. Das genaue Ausmaß seiner Straftat ist nicht bekannt, aber es ist überliefert, dass er zur Bestrafung geblendet wurde.